# 王社平
王社平（1956年—），河北魏縣人。焦作矿业学院毕业。
曾任冀中能源集團有限責任公司、華北製藥集團有限責任公司及河北航空投資集團有限責任公司董事長、總經理及黨委書記。
2013年夏天，當選為中国煤炭工业协会副会长。
2016年12月，涉嫌严重违纪，接受组织调查。

## 軼事
王曾在2003年委任當時邯鄲礦業集團董事長一職，之後在2005年委任邢台礦業集團董事長一職後，開始進行大改革重組，包括收購张家口盛源公司、邯鄲礦業集團、煤炭四处、井陉矿务局，代管了八宝山煤矿、河北金化前身為滄州化工，擴展山西、內蒙古等礦區，也同時在2009年重組華北製藥股份，2010年組成河北航空。